# Emsura Hamzić
Emsura Hamzić (Sveti Nikola, 12. oktobar 1958) pjesnikinja je i prozni pisac. Piše poeziju, pripovjetke, romane, a piše i za djecu.

## Biografija
Osnovnu školu i gimnaziju završila je u Sarajevu, a studije književnosti i srpskohrvatskog jezika na Filozofskom fakultetu u Sarajevu 1981. godine. Do 1992. godine živjela je u Sarajevu. Živi u Novom Sadu i Sarajevu. U braku sa pjesnikom Đorđom Sladojem.
Član je P.E.N. Centra BiH, Udruženja književnika Srbije.
Društva pisaca Bosne i Hercegovine, Društva književnika Vojvodine, Srpskog književnog društva.
Pjesme i priče, kao i pjesme za djecu, uvrštene su joj u veliki broj antologija i izbora.

## Nagrade
- Međunarodna nagrada za kreativno ukrštanje kultura, 2009.[3]
- Награда „Печат вароши сремскокарловачке”, а књигу песама Семирамидин врт, 2009.[4]
- Награда „Милица Стојадиновић Српкиња”, за збирку песама Златна грана, 2012.[5]
- Награда „Кочићево перо”, за књигу Скарабеј од жада, за пролеће 2021.[6]
- Награда "Небојша Деветак" , за најбољи прилог у часопису "Траг", за 2024.

## Djela
- Objavila je sljedeće knjige pjesama:
  - Ugljevlje (1988)
  - Tajna vrata (1999)
  - Boja straha (2002)
  - Semiramidin vrt (2008)
  - Sirius (2013)
  - Klinasto pismo (2022)
  - Kad bih bila zlatna greda (2022)
- knjigu izabranih i novih pjesama:
  - Zlatna grana (2012)
- knjige za djecu:
  - Kuća za dugu (1995)
  - Zemlja Dembelija (2014)
- knjige priča:
  - Jerihonska ruža (1989)
  - Večeri na Nilu (2005)
  - Smaragdni grad (2011)
  - Skarabej od žada (2020)
- roman:
  - Jabana (2007)
- eseji: 
  - "U đul bašti" - Sevdalinka kao nematerijalno kulturno nasleđe (2017)
  - "Od gline i žada" (2020)
  - "U đul bašti" - Sevdalinka kao nematerijalno kulturno nasleđe  - drugo izdanje (2024)